# Schleife (Saksonia)
Schleife (górnołuż. Slepo, wym. [ˈslɛpɔ]; dialekt slepiański Slěpe) – łużycka miejscowość i gmina w Niemczech, położona w kraju związkowym Saksonia, w okręgu administracyjnym Drezno, w powiecie Görlitz, w pobliżu granicy z Polską, siedziba wspólnoty administracyjnej Schleife. W gminie zamieszkuje liczna mniejszość serbołużycka, posługująca się dialektem slepiańskim będącym narzeczem pośrednim między językiem górno- i dolnołużyckim. 
We wsi znajduje się Centrum Kultury Serbołużyckiej (Sorbisches Kulturzentrum) z ekspozycją muzealną.
Od 2007 r. rozpoczęły się wysiedlenia miejscowej ludności w związku z kontynuacją wydobycia węgla brunatnego metodą odkrywkową przez koncern Vattenfall. Na początek miało zostać wysiedlonych 240 osób.
Dzielnice gminy:
- Mulkwitz (Mułkecy)
- Rohne (Rowno)

## Linki zewnętrzne

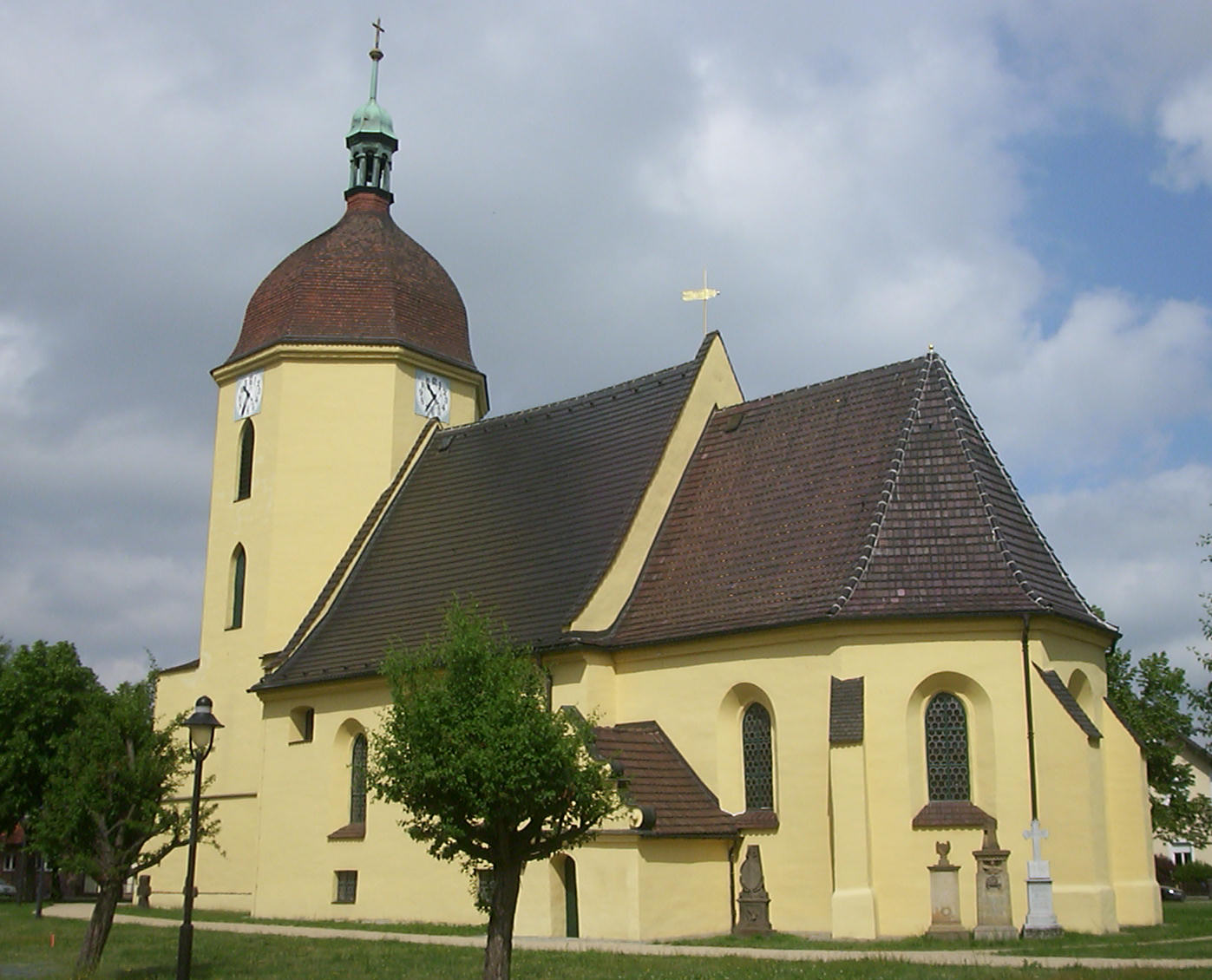
Późnogotycki kościół w Schleife